# Padre Eterno (galeão)
O Padre Eterno foi um galeão português, construído no Brasil no século XVII. Foi considerado, à época, o maior navio do mundo, conforme trecho de notícia publicada, em novembro de 1665, nas páginas do jornal Mercúrio Português, intitulada "O Padre Eterno, o maior navio do mundo, chega a Lisboa".

## História

### Antecedentes
No contexto da Restauração da Independência Portuguesa, diante dos ataques da Companhia Holandesa das Índias Ocidentais às embarcações mercantes oriundas do Brasil, foi lançado o Regimento de 25 de março de 1643, instituindo o sistema de frotas comboiadas. Em 1645 foi implantado o sistema de frotas único para a colônia: a frota partia uma vez por ano, apoiada por uma poderosa escolta de vasos de guerra, retornando a Lisboa após percorrer os diversos portos do litoral brasileiro, com um número variável de setenta a noventa embarcações.
Embarcações de particulares podiam se unir à frota, embora houvesse restrições quanto à participação de navios de determinado porte, o que afetava os armadores, pressionados ainda pelo elevado custo dos fretes. Entretanto, necessitando de recursos para o combate aos neerlandeses na Região Nordeste do Brasil e em Angola, a Coroa Portuguesa cedeu em suas exigências e permitiu a participação de embarcações de menor porte nas frotas.
Diante da fragilidade do sistema, diante das perdas no mar, o padre Antônio Vieira recomendou, em 1647, a criação de uma companhia, semelhante à dos holandeses, para explorar o comércio com o Brasil. A ideia foi posta em prática, em 1649, com a criação da Companhia Geral do Comércio do Brasil, que detinha o monopólio da venda de vinhos, bacalhau, farinha de trigo e azeite na colônia. Em 1659 a Companhia perdeu o monopólio que impedia a fabricação e venda de aguardente, vindo a ser extinta em 1720.

### OPadre Eterno
Após a retomada definitiva de Angola, por efetivos oriundos da Capitania do Rio de Janeiro, principal interessado na retomada do comércio de escravos africanos para a agromanufatura açucareira, e diante da crise desse mercado, esboçada na segunda metade do século XVII, Salvador Correia de Sá e Benevides interessou-se em abrir mercado para um novo produto, abundante nas matas brasileiras: a madeira-de-lei.
Desse modo, ao assumir o cargo de Governador e Capitão-geral da Capitania (1659-1660), fez instalar na Ilha do Governador um estaleiro, para a construção de uma embarcação com madeiras nativas. O local do estaleiro ficou conhecido como ponta do Galeão. Ali mandou reunir grandes toras de madeira, oriundas principalmente das matas da Ilha Grande, no litoral Sul da Capitania, fazendo vir da Europa os técnicos para orientar os carpinteiros indígenas.
Quatro anos mais tarde, no Natal de 1663, foi lançado ao mar o galeão Padre Eterno.
O Padre Eterno fez a sua viagem inaugural em 1665, aportando a Lisboa, onde despertou a atenção não só da Coroa e da população portuguesa, como também dos espiões estrangeiros baseados naquela capital.
Este prodígio da construção naval luso-brasileira viria a naufragar nas águas do Oceano Índico, alguns anos mais tarde.

## Características
Com 73 metros de comprimento, tinha capacidade para o transporte de duas mil toneladas de carga, e era dotado de duas cobertas, com capacidade para cento e quarenta e quatro peças de artilharia, armamento que superava o de muitas fortalezas coloniais à época. As madeiras e o seu projeto tornavam-no leve e resistente, além de fácil de ser manobrado. O seu mastro principal era feito de um único tronco, com quase três metros de circunferência na base.